# Гибсон, Уолтер Браун
Уолтер Браун Гибсон (англ. Walter Brown Gibson, 12 сентября 1897 — 6 декабря 1985) — американский писатель, журналист, редактор, иллюзионист, а также главный создатель знаменитого журнального сериала о Тени («The Shadow»).

## Биография
Родился 12 сентября 1897 года. В 1920-х годах Гибсон работал репортером в газете «Philadelphia Ledger», был редактором журналов «Tales of Magic and Mystery» и «True Strange Stories», написал и опубликовал несколько рассказов, а также ряд книг о Гарри Гудини и других иллюзионистах.
В конце 1930 года Гибсон в поисках приработка оказался в офисе компании Street and Smith как раз в тот момент, когда директор компании Генри Рэлстон поручил старшему редактору компании Фрэнку Блэкуэллу найти автора для нового ежеквартального журнального проекта «The Shadow». Гибсону было предложено переработать чью-то старую рукопись, а если его текст понравится, то он должен был получить заказ на следующие три повести (объёмом 6-7 авт. листов каждая). Права на персонаж принадлежали компании, поэтому все тексты должны были публиковаться под псевдонимом. Гибсон предложил псевдоним «Максвелл Грант». Он также придумал, что же представляет собой сам персонаж. В первых произведениях Тень — это человек, в совершенстве овладевший фантастической способностью прятаться в тенях, исчезать, отвлекая внимание, и принимать облик других людей. Его настоящее лицо и имя никому не известны. В борьбе с преступниками ему помогают несколько человек, которые обязаны ему жизнью, но которые тоже ничего о нём не знают и общаются с ним, оставляя письма в почтовом ящике квартиры, дверь которой никогда не открывается. Иногда они получают зашифрованные указания через радиопередачи, замаскированные под детективные радиоспектакли. Если они попадают в беду, Тень приходит на помощь в гриме или маске и каждый раз остаётся неузнанным.
Гибсон быстро выполнил задание, и когда на прилавках появился первый номер журнала, датированный апрелем 1931 года, он уже заканчивал третью повесть, а через месяц сдал четвёртую и вплотную занялся работой в новом журнале «The Seven Circles», посвящённом мастерству сценической иллюзии. Однако грандиозный успех первого номера (а за ним и второго) «The Shadow» привел руководство Street and Smith к мысли, что времени терять не следует. С третьего номера журнал перевели на ежемесячный график выхода и Гибсон получил заказ на написание 12 повестей в год, а с 1932 года — 24 повестей в год. Помимо этого, впоследствии он делал также сценарные разработки для серии комиксов о Тени.
В 1946 году Уолтер Гибсон расторг контракт со Street & Smith. В конце 1948 года издательство попыталось вернуть журнал к прежнему формату и стилистике и вновь пригласило Гибсона к участию в проекте, однако время было упущено и летний выпуск журнала за 1949 год стал последним.
Всего Гибсон написал около 300 повестей о Тени — в том числе несколько уже для книжных изданий 1960-80-х годов. При этом его причастность к этому проекту оставалась тщательно оберегаемой тайной, которая была раскрыта только во второй половине 1970-х годов.
Уолтер Гибсон также написал впоследствии множество книг, посвященных истории и секретам сценической иллюзии. Его вклад в этой области был так значителен, что в 1979 году Американская Академия магических искусств наградила его премией Братства Мастеров, причём он стал первым и последним лауреатом, который никогда не был практикующим иллюзионистом.
Уолтер Гибсон скончался 6 декабря 1985 года.

## Интересные факты
- Уолтер Гибсон в последнее время регулярно становится действующим лицом детективных произведений, сюжет которых разворачивается в 1930—1940-х годах — например, в романах Макса Аллана Коллинза «Убийство Войны Миров» (The War of the Worlds Murder, 2005) и Пола Мэлмонта «Облако Смерти из Чайнатауна» (The Chinatown Death Cloud Peril, 2006).